# Vergo
Vergo är en ort och tidigare kommun i Albanien.   Den ligger i Vlores prefektur i den södra delen av landet, 150 km söder om huvudstaden Tirana.
Trakten runt Vergo består till största delen av jordbruksmark.  Runt Vergo är det ganska glesbefolkat, med 27 invånare per kvadratkilometer.